# コンスタブル (小惑星)
コンスタブル (8237 Constable) は、小惑星帯に位置する小惑星である。パロマー天文台のトム・ゲーレルスとライデン天文台のファン・ハウテン夫妻が発見した。
19世紀イギリスの風景画家、ジョン・コンスタブルに因んで名付けられた。